# Guerrilla Cambridge
Guerrilla Cambridge (anteriormente conhecida como SIE Studio Cambridge) foi um estúdio fundado em julho de 1997, quando a Sony Computer Entertainment Europe adquiriu a Millennium, estúdio de desenvolvimento da série Cyberlife Ltd. O estúdio ultimamente contava com 90 integrantes para desenvolvimento de jogos sob a direção de James Shepherd. A Guerrilla Cambridge encerrou suas atividades em 2017.

## Lista de jogos
| Títulos                | Lançamento | Plataforma           |
| ---------------------- | ---------- | -------------------- |
| MediEvil               | 1998       | PlayStation          |
| MediEvil 2             | 2000       | PlayStation          |
| C-12: Final Resistance | 2001       | PlayStation          |
| Primal                 | 2003       | PlayStation 2        |
| Ghosthunter            | 2004       | PlayStation 2        |
| MediEvil Resurrection  | 2005       | PlayStation Portable |
| 24: The Game           | 2006       | PlayStation 2        |
| PlayTV                 | 2008       | PlayStation 3        |
| LittleBigPlanet        | 2009       | PlayStation Portable |
| TV Superstars          | 2010       | PlayStation 3        |
| Killzone: Mercenary    | 2013       | PlayStation Vita     |

## Contribuições
O Studio Cambridge também contribuiu na produção de vários títulos.
- Heavenly Sword
- Wipeout série
- PlayStation Home
- Killzone 2
- Passport to... franchise
- Eyetoy sérieLiga

## Empresas irmãs
- Millennium Interactive
- SCE London Studio
- SCE Studio Liverpool